# 214 Dywizja Strzelecka (ZSRR)
214 Dywizja Strzelecka (ros. 214-я стрелковая дивизия) – związek taktyczny (dywizja) Armii Czerwonej z okresu II wojny światowej.
W 1945 roku razem z 31 Dywizją Strzelecką i 373 Dywizją Strzelecką wchodziła w skład 78 Korpusu Strzeleckiego. Po dotarciu do rzeki San, 1 listopada 1944 roku sztab dywizji zakwaterował w miejscowości Jastkowice a dywizja zajęła pozycje na północ od Jastkowic.  Dywizja uczestniczyła w ofensywie Armii Czerwonej rozpoczętej 12 stycznia 1945 roku, biorąc udział m.in. w przełamaniu niemieckich fortyfikacji Stellung a2.

## Dowódcy
- gen. mjr Anatolij Rozanow
- płk Wasilij Bunin
- gen. mjr Nikołaj Biriukow
- Jakow Browczenko
- płk Grigorij Żukow
- gen. mjr Wasilij Karpuchin
- gen. mjr Grigorij Żukow[5]

## Struktura organizacyjna
- 776 Pułk Strzelecki
- 780 Pułk Strzelecki
- 788  Pułk Strzelecki
- 683 Pułk Artylerii[6]